# Economic History Society
A Economic History Society (EHS) é uma sociedade científica criada na London School of Economics em 1926 para apoiar a pesquisa e o ensino da história econômica no Reino Unido e internacionalmente. A sociedade também atua como um grupo que trabalha para orientar as políticas do governo em questões históricas e em assuntos econômicos, ao lado de outras sociedades e órgãos profissionais com interesses semelhantes. Além disso, a Sociedade comunica-se regularmente com órgãos financiadores, como o Conselho de Financiamento do Ensino Superior da Inglaterra, o Conselho de Pesquisa em Artes e Humanidades e o Conselho de Pesquisa Econômica e Social . 

## História
A Economic History Society foi fundada em uma assembléia geral realizada na London School of Economics em 14 de julho de 1926. R. H. Tawney assumiu a presidência e, depois que a resolução para formar a sociedade foi aprovada por unanimidade, a assembleia discutiu a constituição e os objetivos da sociedade e passou a eleger seus primeiros cargos, com Sir William Ashley como o primeiro presidente. A publicação da The Economic History Review também foi discutida e Tawney e Lipson foram apontados como editores conjuntos. 

## Objetivos
Os objetivos da Economic History Society, conforme declarados em sua constituição, são: 
- Promover o estudo da história econômica e social
- Estabelecer relações mais estreitas entre alunos e professores de história econômica e social
- Publicar o periódico The Economic History Review
- Publicar e patrocinar outras publicações nos campos da história econômica e social
- Realizar uma conferência anual e realizar ou participar de qualquer outra conferência ou reunião que possa ser considerada conveniente
- Cooperar com outras organizações com propósitos afins

Juntamente com a Economic & Business History Society, a Business History Conference, a Cliometric Society, a EHS patrocina o EH.net, que fornece recursos aos acadêmicos de história econômica e áreas afins. 

## The Economic History Review
O EHS publica uma revista trimestralmente revisada por pares, a The Economic History Review. A revista foi criada em 1927 e publica artigos de pesquisa acadêmica e resenhas de livros nos campos da história econômica e social. 